# Zarah Sultana
Zarah Sultana, née le 31 octobre 1993 à Birmingham, est une femme politique britannique du parti travailliste qui est députée pour Coventry Sud depuis 2019.

## Jeunesse et éducation
Zarah Sultana est née le 31 octobre 1993 dans les West Midlands et grandit à Lozells (Birmingham). Elle est musulmane. Son grand-père s'est installé dans les Midlands de l'Ouest dans les années 1960, parti d'Azad Cachemire, au Pakistan.
Elle fréquente Holte School, une école communautaire non sélective. Elle étudie à l'école King Edward VI Handsworth, un lycée.
Elle rejoint le Parti travailliste en 2011, à la suite de la décision du gouvernement Cameron d'augmenter les frais de scolarité à 9 000 £. Pendant ses études universitaires, Zarah Sultana est élue au Conseil exécutif national des Jeunes travaillistes et de l'Union nationale des étudiants.

## Carrière parlementaire
Zarah Sultana est classée cinquième sur la liste des sept candidats travaillistes pour les élections au Parlement européen de 2019 dans la circonscription des West Midlands. Elle n'a pas été élue, car le Parti travailliste n'a remporté qu'un député européen dans cette circonscription,.
En octobre 2019, elle est sélectionnée comme candidate travailliste pour Coventry South après la retraite du député travailliste sortant Jim Cunningham. Sa campagne est soutenue par Unite the Union, Momentum, le Fire Brigades Union, le Communication Workers Union et le Bakers, Food and Allied Workers 'Union. Elle est membre de l'aile gauche du parti. Elle est élue députée de Coventry South lors des élections générales de 2019, avec une majorité de 401 voix.
Dans son premier discours, elle dénonce ce qu'elle a appelé « 40 ans de thatchérisme », critique les effets de l'austérité et exprime son soutien à un Green New Deal pour lutter contre le changement climatique,. Elle rejoint le groupe de campagne socialiste peu de temps après avoir été élue et lors des élections à la direction du Parti travailliste en 2020, soutient Rebecca Long Bailey pour le poste de chef et Richard Burgon pour celui de chef adjoint,.
En janvier 2020, Zarah Sultana est nommée secrétaire parlementaire privé de Dan Carden, le secrétaire d'État fantôme pour le développement international. Elle quitte fonction place quand Keir Starmer prend la tête du parti.